# Eerste Kamerverkiezingen 2019/Kandidatenlijst/Forum voor Democratie
De kandidatenlijst voor de Eerste Kamerverkiezingen van 2019 van de lijst Forum voor Democratie (lijstnummer 13) is na controle door de Kiesraad vastgesteld. Drie kandidaten overschreden de voorkeurdrempel met doorbreking van de lijstvolgorde en zijn schuingedrukt: Hugo Berkhout, Otto Hermans en Theo Hiddema.
1. Otten H. (m), Amsterdam
2. Cliteur P.B. (m), Amsterdam
3. Nanninga A. (v), Amsterdam
4. Frentrop P.M.L. (m), Bloemendaal
5. de Vries J.W.E. (m), Amsterdam
6. Rookmaker D. (v), Hattem
7. Rooken R.J. (m), Muiderberg
8. van der Linden L.P. (m), Barendrecht
9. van Wely L.F.A.M. (m), Oss
10. Dessing J. (m), Zaandam
11. Beukering A.J.A. (m), 's-Gravenhage
12. Pouw-Verweij N.J.F. (v), Maarssen
13. Roos R.B.S. (m), Poortugaal
14. van Pareren J. (m), 's-Gravenhage
15. Baljeu R.J.P. (m), Amsterdam
16. Berkhout H.A. (m), Strovolos (CY)
17. van Odijk S.E.P. (m), Amsterdam
18. Hermans O.J. (m), Maastricht
19. Hiddema T.U. (m), Maastricht

VVD · PVV · CDA · D66 · GroenLinks · SP · PvdA · ChristenUnie · Partij voor de Dieren · 50PLUS · SGP · DENK · FVD · Blanco lijst 15 · OSF
2019 · 2023